# Sierra del Frare
La Sierra del Frare (en valenciano Serra del Frare; traducida al español «Sierra del Fraile») es una alineación montañosa que se extiende de NE a SO por el término de Biar hasta el extremo del término de Villena (Alicante).

## Orografía
La Sierra del Frare está separada, por el norte, de la Sierra del Reconco y la Sierra de Arguanya por el collado de Biar, por el cual transcurre la carretera CV-799 que une esta localidad con Onil. De la Peñarrubia, al sur, la separa el collado de Peñarrubia. La altura principal es el Frare (1042 m s. n. m.), que constituye un vértice geodésico de tercer orden; también destacan el Alt Redó (1016 m s. n. m.) y el cerro de Valero (916 m s. n. m.). Las vertientes son suaves hacia el este y el sur y muy bruscas hacia el norte. Por tanto, se suele acceder a la sierra desde las cercanías del núcleo de Biar.